# Criss Cross
Albums de Thelonious Monk
Thelonious Monk with John Coltrane
(1961) Monk's Dream
(1963)
Criss Cross est un album du pianiste de jazz Thelonious Monk sorti en 1963.

## Historique
Criss Cross est le deuxième album du pianiste pour Columbia et constitue un des albums emblématiques de la période avec le saxophoniste Charlie Rouse. L'album est composé d'anciens morceaux de Monk et de standards (Tea For Two, Don't Blame Me). Sur Tea For Two Monk utilise le stride rappelant l'influence de James P. Johnson.

## Pistes
| No  | Titre                                                  | Musique                        | Durée |
| --- | ------------------------------------------------------ | ------------------------------ | ----- |
| 1.  | Hackensack                                             | Thelonious Monk                | 4:13  |
| 2.  | Tea for Two                                            | Irving Caesar, Vincent Youmans | 3:48  |
| 3.  | Criss Cross                                            | Thelonious Monk                | 4:42  |
| 4.  | Eronel                                                 | Thelonious Monk                | 4:32  |
| 5.  | Rhythm-a-Ning                                          | Thelonious Monk                | 3:54  |
| 6.  | Don't Blame Me (solo)                                  | Fields, McHugh                 | 7:08  |
| 7.  | Think Of One                                           | Thelonious Monk                | :18   |
| 8.  | Crepuscule With Nellie                                 | Thelonious Monk                | 2:49  |
| 9.  | Pannonica (Piste bonus, édition CD de 1993)            | Thelonious Monk                | 6:46  |
| 10. | Coming On The Hudson (Piste bonus, édition CD de 2003) | Thelonious Monk                | 7:31  |
| 11. | Tea for Two (Prise 9, piste bonus, édition CD de 2003) | Irving Caesar, Vincent Youmans | 5:12  |
| 12. | Eronel (Prise 3, piste bonus, édition CD de 2003)      | Thelonious Monk                | 5:59  |

## Musiciens
- Thelonious Monk : piano
- Charlie Rouse : saxophone tenor
- John Ore : contrebasse
- Frankie Dunlop : batterie